# 毛吉 (巴兰尼亚州)
毛吉（匈牙利語：Matty，匈牙利語發音：[ˈmɒcː]）是匈牙利巴兰尼亚州所辖的一个村。总面积16.90平方公里，总人口345，人口密度20.4人/平方公里（2011年1月1日）。